# Paul Metzner
Paul Heinrich Robert Metzner (Berlino, 1º novembre 1894 – ???) è stato un pattinatore artistico su ghiaccio tedesco. Insieme alla moglie Margarete Metzner ha vinto un bronzo al Campionato del mondo nel 1922.

## Biografia
Paul Heinrich Robert Metzner è nato a Berlino il 1º novembre del 1894. Fra il 1912 e il 1913 ha partecipato a diverse competizioni internazionali di pattinaggio. Allo scoppio della Prima guerra mondiale è stato chiamato sotto le armi. Ha ricominciato a gareggiare solo al termine della guerra. Avendo conosciuto Margarete Klebe, ha iniziato a gareggiare insieme a lei. La coppia si è sposata il 12 maggio del 1921. L'anno successivo i pattinatori hanno vinto il bronzo nella prima edizione del Campionato del mondo disputata dopo la guerra. Dopo essersi laureato Metzner ha lavorato come dentista a Berlino. Probabilmente non è sopravvissuto alla Seconda guerra mondiale.

## Risultati

### Coppie
Con Margarete Klebe/Margarete Metzner
| Evento              | 1920 | 1922 |
| ------------------- | ---- | ---- |
| Campionati mondiali |      | 3°   |
| Campionati tedeschi | 1°   |      |